# Roger Dean
Roger Dean (Ashford, 31 agosto 1944) è un illustratore britannico.
È noto in particolare per la realizzazione di copertine di innumerevoli album discografici a partire dagli anni sessanta, soprattutto degli Yes e di altri gruppi di rock progressivo.

## Biografia
Dean nacque in Inghilterra. Figlio di un militare, visse in diverse parti del mondo. Nel 1959, tornato in Inghilterra, ottenne il diploma come designer alla Canterbury School of Art. Nel 1968 si laureò presso il Royal College of Art di Londra.
I suoi primi lavori nel settore delle copertine discografiche furono per un gruppo chiamato Gun e per gli africani Osibisa. Soprattutto questa seconda opera contribuì ad attirare molta attenzione. In quello stesso anno Dean diede inizio al suo rapporto di collaborazione più importante, quello con gli Yes, realizzando la copertina dell'album Fragile. Dean creò anche il cosiddetto "logo classico" degli Yes, che apparve sul successivo Close to the Edge. Da allora, Dean ha curato quasi tutte le copertine degli Yes, nonché la scenografia di moltissimi loro concerti e le copertine degli album solisti dei membri degli Yes o di altre formazioni della grande "famiglia Yes" (per esempio i Badger e gli Asia). Inoltre, Dean ha realizzato copertine anche per molti altri celebri gruppi, soprattutto della scena del progressive, quali Uriah Heep e Gentle Giant.
La maggior parte delle opere di Dean rappresentano paesaggi fantastici con un'atmosfera fra il fantasy e la new Age. Le sue immagini sono caratterizzate da una grande armonia, senso di equilibrio e di pace, e proprio in questo senso sono il perfetto complemento delle atmosfere celesti e positive della musica degli Yes (come ebbe a osservare Steve Howe, there is a pretty tight bond between our sound and Roger's art).
Fra i tratti caratteristici dei paesaggi di Dean ci sono:
- la presenza di "forme" che si rispecchiano in numerosi elementi non correlati al paesaggio (rocce che assomigliano a piante che assomigliano a nuvole...);
- la quasi completa assenza di figure umane o forme artificiali; quando queste ultime compaiono, anche loro entrano nel gioco delle forme ripetute, e spesso assomigliano a piante, animali o altri elementi del paesaggio;
- la predilezione per le forme curve, non del tutto simmetriche (per l'appunto "naturali");
- l'uso frequente (sebbene non ossessivo) di elementi paradossali (come la celebre cascata di Close to the Edge, in cui l'acqua cade in tutte le direzioni, rocce sospese in aria, e così via).

La maggior parte delle opere di Dean sono dipinti realizzati con l'uso coordinato di diverse tecniche quali acquarello, inchiostro, carboncino, collage e altre.
Oltre a dipingere, Dean ha anche realizzato progetti di architettura e di architettura di interni, anch'essi caratterizzati dallo stesso tipo di curve e di armonie dei suoi dipinti. Recentemente l'architettura è divenuta uno dei suoi principali interessi, e sono state realizzate diverse abitazioni basate sui suoi progetti.
Sono state pubblicate due raccolte di lavori di Dean: Views (1975) e Magnetic Storm (1984). Le sue opere di architettura sono state esibite al Victoria and Albert Museum e presso la Royal Academy.
All'inizio del 2004, Dean ha annunciato di voler realizzare un film intitolato Floating Islands, con la coproduzione di David Mousley. Il film sarà basato sulle "rocce volanti" che appaiono nei dipinti di Dean per l'album Yessongs, e che continuano una storia iniziata con Fragile (e ripresa poi da Jon Anderson nel suo album solista Olias of Sunhillow). Il film dovrebbe utilizzare rendering 3D delle immagini di Dean e la colonna sonora dovrebbe essere, ovviamente, degli Yes.
Dean si reca ogni estate al North East Art Rock Festival, e ha progettato la maggior parte dei loghi utilizzati nella storia del festival.
Recentemente l'artista, ha intentato un'azione legale nei confronti del regista James Cameron presso la corte di New York. L'accusa è quella di aver «Deliberatamente copiato diffuso e sfruttato» alcune delle sue immagini originali per la creazione del mondo di Avatar.
Dean vive a Brighton dal 1972.

## Elenco di opere
- 1964 Sea Urchin Chair
- 1971 Fragile
- 1972 Virgin Log
- 1972 Close to the Edge
- 1973 Escape
- 1973 Arrival
- 1973 Awakening
- 1973 Pathways
- 1973 Tales from Topographic Oceans
- 1974 Relayer
- 1975 Green Castle
- 1976 Jade Sea
- 1980 Drama
- 1981 Green Tower
- 1982 Asia Dragon
- 1983 Asia Pyramid
- 1984 Hunting Dragon
- 1987 Freyja's Castle
- 1989 Blue Desert
- 1989 Red Desert
- 1991 The Guardians
- 1991 Tsunami
- 1991 Yellow City
- 1993 Floating Islands
- 1993 Shadowland
- 1994 Aria
- 1995 Sea of Light
- 1995 Dragon's Garden
- 1995? Dragon's Garden (i) Mist/Dragon
- 1995? Dragon's Garden (ii) Mist
- 1995? Dragon's Garden (iii) Sunrise/Dragon
- 1995? Dragon's Garden (iv) Sunrise
- 1996 Arches Morning
- 1996 Arches Mist
- 1999 The Ladder
- 2002 Floating Jungle

## Elenco delle principali copertine di album
Gun
- 1968 Gun

Earth & Fire
- 1969 Earth & Fire

Nucleus
- 1970 Elastic Rock

Lighthouse
- 1970 One Fine Morning

Keith Tippett Group
- 1971 Dedicated to You But You Weren't Listening

Ramases
- 1971 Space Hymns

Atomic Rooster
- 1971 In Hearing of Atomic Rooster
- 2002 Resurrection

Osibisa
- 1971 Osibisa
- 1971 Woyaya

Yes
- 1971 Fragile
- 1972 Close to the Edge
- 1973 Yessongs
- 1973 Tales from Topographic Oceans
- 1974 Relayer
- 1975 Yesterdays
- 1980 Drama
- 1980 Yesshows
- 1981 Classic Yes
- 1989 Anderson Bruford Wakeman Howe
- 1991 Union
- 1991 Yesyears
- 1993 An Evening of Yes Music Plus
- 1996 Keys to Ascension
- 1997 Keys to Ascension 2
- 1997 Open Your Eyes
- 1999 The Ladder
- 2000 House of Yes
- 2001 Keystudio
- 2002 In a Word: Yes
- 2004 The Ultimate Yes
- 2011 In the Present - Live from Lyon

Gentle Giant
- 1972 Octopus

Budgie
- 1972 Squawk
- 1973 Never Turn Your Back on a Friend
- 1996 An Ecstasy of Fumbling: The Definitive Anthology

Uriah Heep
- 1972 Demons & Wizards
- 1972 The Magician's Birthday
- 1995 Sea of Light
- 2001 Acoustically Driven
- 2001 Remasters

McKendree Spring
- 1973 Spring Suite

Badger
- 1973 One Live Badger

Greenslade
- 1973 Greenslade
- 1973 Bedside Manners are Extra

Dave Greenslade
- 1976 Cactus Choir

Steve Howe
- 1975 Beginnings
- 1979 The Steve Howe Album
- 1991 Turbulence
- 1994 Not Necessarily Acoustic
- 2003 Elements

John Lodge
- 1977 Natural Avenue

Asia
- 1982 Asia
- 1983 Alpha
- 1985 Astra
- 1994 Aria
- 2001 Aura
- 2008 Phoenix
- 2012 XXX
- 2014 Gravitas

Barry Devlin
- 1983 Breaking Starcodes

It Bites
- 1989 Eat Me in St. Louis

Rick Wakeman
- 1993 Rick Wakeman's Greatest Hits
- 1999 Return to the Center of the Earth

Space Needle
- 1997 Moray Eels Eat the Space Needle

The London Symphony Orchestra
- 1997 Symphonic Rock: American Classics
- 1997 Symphonic Rock: The British Invasion, Vol. 1
- 1998 Symphonic Rock: The British Invasion, Vol. 2

Glass Hammer
- 2005 The Inconsolable Secret

Ad Infinitum
- 1998 Ad Infinitum

Vermilion 
- 2002 Flattening Mountains and Creating Empires

Birdsongs of the Mesozoic
- 2003 The Iridium Controversy

Grobschnitt
- 1978 Rockpommel's Land

Rainbow Band
- 1970 Midnight Sun

Midnight Sun
- 1972 Walking Circles

Dr. Strangely Strange
- 1970 Heavy Petting

Altri
- 1993 Symphonic Music of Yes
- 1995 Tales from Yesterday
- 1995 Us and Them: Symphonic Pink Floyd
- 1996 Supernatural Fairy Tales: The Progressive Rock Era
- 1998 Yes, Friends and Relatives
- 2000 Yes, Friends and Relatives Volume 2

## Copertine di videogiochi
- 1986 Brataccas, Mindscape Inc./Psygnosis
- 1987 Barbarian, Psygnosis
- 1987 Terrorpods, Psygnosis
- 1988 Baal, Psygnosis
- 1988 Chrono Quest, Psygnosis
- 1988 Obliterator, Psygnosis
- 1989 Shadow of the Beast, Psygnosis/Reflections Interactive
- 1989 Stryx, Psyclapse
- 1990 Infestation, Psygnosis
- 1990 Shadow of the Beast II, Psygnosis/Reflections
- 1991 Amnios, Psygnosis
- 1991 Ork, Psygnosis
- 1992 Agony, Psygnosis
- 1992 Faceball 2000, Bullet-Proof Software
- 2001 Tetris Worlds, THQ
- 2007 Tetris Splash, Tetris Online, Inc. (title screens)